# Olympic Oval
L'Olympic Oval és una pista coberta de patinatge de velocitat sobre gel i d'hoquei sobre gel situada a la ciutat de Calgary a la ciutat d'Alberta al Canadà.
La construcció vacomençar el 1985 amb motiu dels Jocs Olímpics d'Hivern de 1988 de Calgary. Va ser ignaugurada el setembre de 1987, cinc mesos abans de l'inici dels Jocs. Durant els Jocs s'hi disputaren la proves de patinatge de velocitat sobre gel als Jocs. S'hi va trencar el rècord del món en set proves (500 m., 1.500 m. i 10.000 m. masculins i 500 m., 1.000 m., 3.000 m. i 5.000 metres femenins) així com establir tres nous rècords olímpics (1.500 m. i 5.000 m. masculins i 1.500 m. femenins), motiu pel qual va ser conegut amb el nom de «la pista més ràpida de la Terra» (the fastest ice on Earth). La combinació de les instal·lacions amb control climàtic i els efectes de l'alçada foren dues virtuts de la pista per la qual s'hi van poder fer tots aquests rècords.
A més de la pista de 400 metres per al patinatge de velocitat, les instal·lacions situades dins del campus de la Universitat de Calgary inclouen dues pistes per al short track i d'hoquei sobre gel. Així mateix, inclou una pista de 450 metres per a activitats atlètiques, una pista de salt de llargada i una de salt d'alçada. Propietat de la Universitat de Calgary, és seu permanent de l'equip d'hoquei femení Calgary Oval X-Treme.